# 3230 Vampilov
3230 Vampilov eller 1972 LE är en asteroid i huvudbältet som upptäcktes den 8 juni 1972 av den rysk-sovjetiske astronomen Nikolaj Tjernych vid Krims astrofysiska observatorium på Krim. Den har fått sitt namn efter Aleksandr Vampilov.
Asteroiden har en diameter på ungefär 22 kilometer.